# Meggan Mallone
Meggan Mallone (Houston, Texas; 30 de desembre de 1986) és una actriu pornogràfica estatunidenca.
Va ser model durant la seva etapa escolar. Ella tenia només dues sessions de fotos per a adults en internet abans que un fotògraf la posés en contacte amb Vivid Entertainment Group durant l'exposició del 2008 de AVN. El 18 de gener de 2008 va signar un contracte exclusiu amb Vivid. Les dues primeres pel·lícules de Mallone per a Vivid van ser Strictly Conversation i 20 Questions dirigides per Paul Thomas. Mallone va aparèixer en la portada del mes de maig de 2008 de la revista AVN així com en la de juny del mateix any de la revista Hustler. Es va retirar del cinema pornogràfic el 2009.